# Sujiatun
Sujiatun (chinesisch 苏家屯区, Pinyin Sūjiātún Qū) ist ein Stadtbezirk der Unterprovinzstadt Shenyang im Norden der chinesischen Provinz Liaoning. Er hat eine Fläche von 780,8 km² und zählt 524.336 Einwohner (Stand: Zensus 2020).

## Administrative Gliederung
Auf Gemeindeebene setzt sich Sujiatun aus 17 Straßenvierteln zusammen. Diese sind:
| Straßenviertel Jiefang (解放街道), Regierungssitz des Stadtbezirks; Straßenviertel Baiqing (白清街道); Straßenviertel Bayi (八一街道); Straßenviertel Chenxiang (陈相街道); Straßenviertel Dagou (大沟街道); Straßenviertel Hongling (红菱街道); Straßenviertel Huxi (湖西街道); Straßenviertel Linhu (临湖街道); Straßenviertel Linsheng (林盛街道); | Straßenviertel Minzhu (民主街道); Straßenviertel Shahe (沙河街道); Straßenviertel Shilihe (十里河街道); Straßenviertel Tonggou (佟沟街道); Straßenviertel Wanggang (王纲街道); Straßenviertel Yaoqian (姚千街道); Straßenviertel Yongle (永乐街道); Straßenviertel Zhongxing (中兴街道). |